# Гомбош, Шандор
Шандор Гомбош (венг. Gombos Sándor; 4 декабря 1895 — 27 января 1968) — венгерский фехтовальщик еврейского происхождения, олимпийский чемпион.
Шандор Гомбош родился в 1895 году в Зомборе (сегодня — Сомбор в Сербии). С 1912 года занялся фехтованием.
В годы Первой мировой войны был призван в армию, после её окончания учился на врача в Будапештском университете, который окончил в 1921 году.
В 1924 году Шандор Гомбош завоевал золотую медаль чемпионата Венгрии. В 1926 году он стал чемпионом Европы. В 1927 году стал как чемпионом Венгрии, так и чемпионом Европы. В 1928 году на Олимпийских играх в Амстердаме завоевал золотую медаль в командном первенстве на саблях, и стал пятым в личном первенстве. в 1929 и 1930 годах опять становился чемпионом Венгрии, в 1930 и 1931 — чемпионом Европы (впоследствии эти европейские первенства задним числом признали чемпионатами мира). В 1932 году завершил спортивную карьеру.
После Второй мировой войны Шандор Гомбош стал президентом Венгерской федерации фехтования.
В 1997 году Шандор Гомбош был внесён в Международный еврейский спортивный зал славы.